# Thaltia
Thaltia är ett släkte av snäckor. Thaltia ingår i familjen pärlemorsnäckor.
Kladogram enligt Catalogue of Life:
| Thaltia | \| \| Thaltia rubra \| \| \| \| \| \| Thaltia subangulata \| \| \| \| |
|         | \| \| Thaltia rubra \| \| \| \| \| \| Thaltia subangulata \| \| \| \| |
|         | Thaltia rubra                                                         |
|         |                                                                       |
|         | Thaltia subangulata                                                   |
|         |                                                                       |